# Batalha de Ramillies

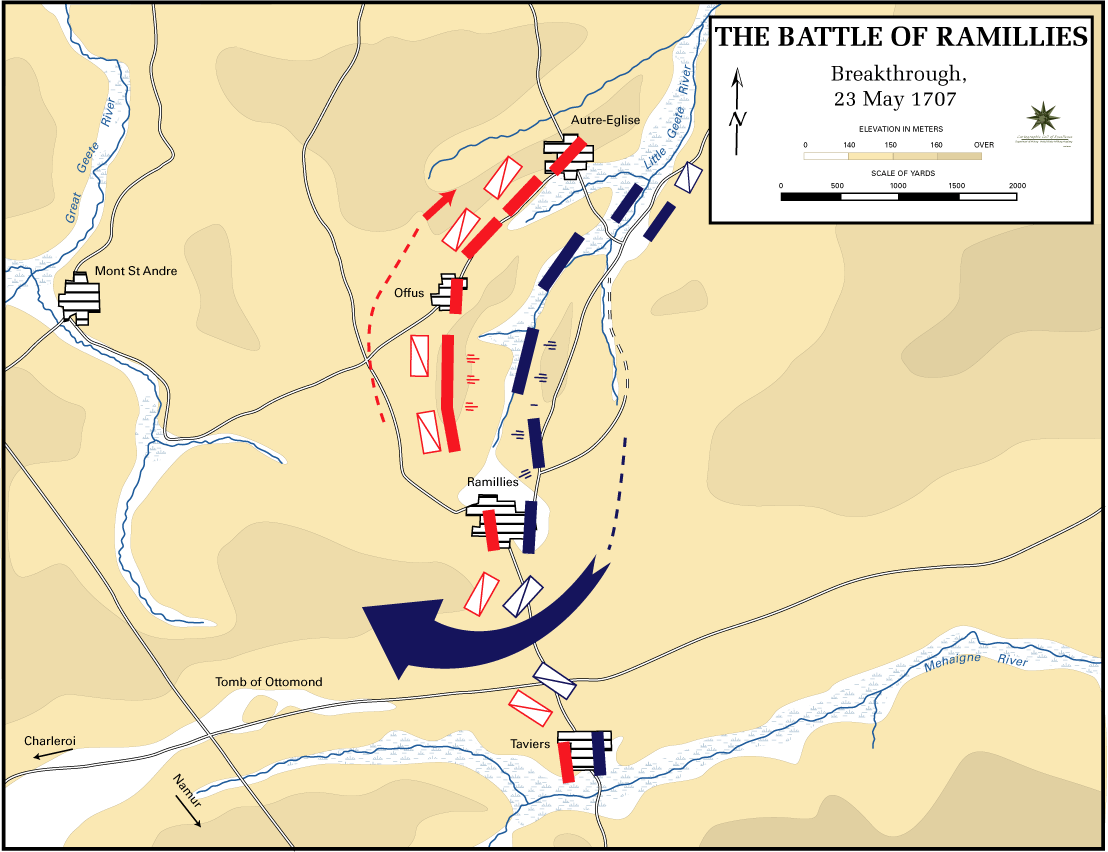
Mapa da batalha. Apesar da legenda, ela foi disputada em 1706.

A Batalha de Ramillies, foi disputada no dia 23 de maio de 1706, no curso da Guerra de Sucessão Espanhola. Nela os franceses, comandados pelo Duque de Villeroy, foram derrotados pelos aliados ingleses, holandeses e alemães, comandados por John Churchill, 1.° Duque de Marlborough.
É considerada por Hans Delbrück como uma “batalha de flanco”, onde o vencedor recusa o combate em um dos flancos (defendendo-o com o mínimo de recursos) e lança todo o seu poder a partir do flanco oposto, envolvendo o adversário.
Suas consequências foram muito importantes, pois Marlborough soube explorar a vitória, expulsando os franceses de Bruxelas e Antuérpia.